# Louis Ducos du Hauron
Louis Ducos du Hauron, nato Arthur Louis Ducos Du Hauron (Langon, 8 dicembre 1837 – Agen, 31 agosto 1920), è stato un fisico, inventore e fotografo francese.
Si può considerare l'inventore nel 1868 della fotografia a colori basata sulla sintesi sottrattiva tricromatica.

## Biografia
Figlio di un funzionario delle imposte, fin da piccolo Louis dimostrò un notevole talento per la musica (fu un bravo pianista) e le scienze, specialmente la fisica.
I suoi studi sulla luce e il colore gli consentirono di presentare, a 22 anni, la memoria "Étude des sensations lumineuses" (Studio delle sensazioni luminose) alla "Société des Arts et Sciences" (Società delle Arti e delle Scienze) di Agen. Dopo dieci anni di ricerche, nel 1869 pubblicò l'opera fondamentale "Les couleurs en photographie, solution du problème" (I colori in fotografia, soluzione del problema), nella quale descrive il procedimento di sintesi sottrattiva tricromatico, da lui brevettato il 23 novembre 1868, cui si sarebbero "ispirati" quasi tutti i procedimenti a colori (fotografici e cinematografici) successivi.
Quasi contemporaneamente, in maniera del tutto indipendente, Charles Cros mise a punto un procedimento simile.
Le teorie di Ducos (e di Cros) erano basate sui due seguenti assunti:
- il colore di un oggetto dipende dalla luce che lo illumina;
- i principi ottici della fotografia a colori sono gli stessi di quelli della fotografia in bianco e nero.

Col procedimento di Ducos, chiamato anche eliocromia, furono scattate e stampate da Ducos stesso dalla fine degli anni Sessanta fotografie a colori sia col metodo additivo che sottrattivo. Il procedimento, che faceva uso di tre negativi di selezione, ripresi attraverso tre filtri rosso, verde e blu, e di tre positivi ciano, magenta e giallo, permetteva di ottenere non solo stampe su carta, ma anche diapositive da proiezione.

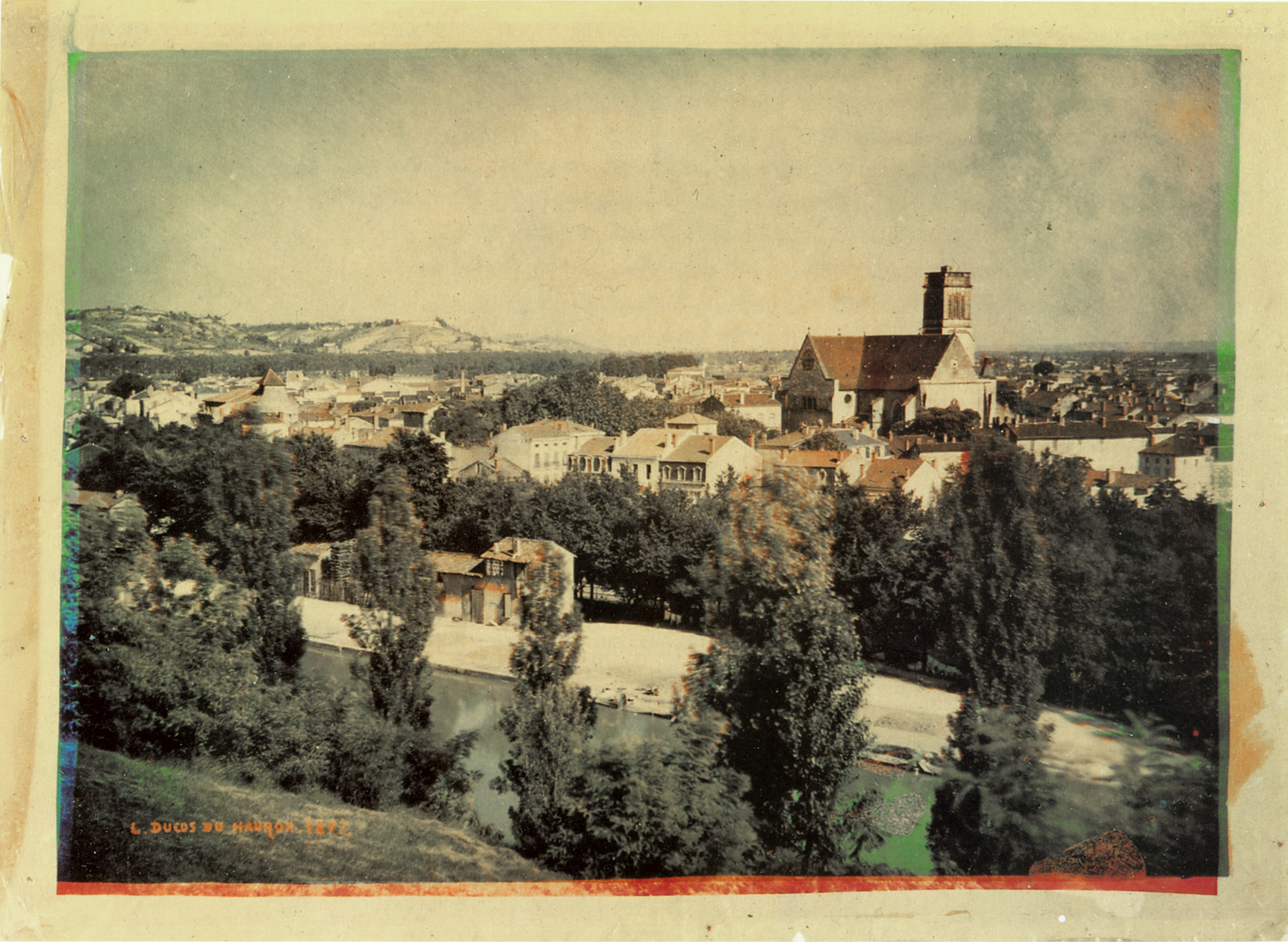
Veduta di Agen, fotografia del 1877 di Louis Ducos du Hauron, la più riprodotta in assoluto e quella che si è conservata meglio

Nel 1874 Ducos brevettò anche un apparecchio fotografico a un solo obiettivo che permetteva di impressionare simultaneamente i tre negativi necessari per il suo procedimento sottrattivo.
Ducos morì povero anche se gli fu conferita la Legion d'Onore, potendo contare negli ultimi anni della sua vita solo su una pensione governativa e una piccola rendita da parte della società cinematografica Gaumont.